# مجموعه مسکواکی (آیووا)
مجموعه مسکواکی (به انگلیسی: Meskwaki Settlement) یک منطقهٔ مسکونی در ایالات متحده آمریکا است که در آیووا واقع شده‌است.